# Muellerina flexialabastra
Muellerina flexialabastra, nome comum visco-de-pinheiro-de-aranha, é um arbusto aéreo hemiparasítico da família Loranthaceae. A espécie é endémica em Queensland.

## Ecologia
O hospedeiro principal no qual M. flexialabastra cresce é Araucaria cunninghamii. Um inventário de plantas hospedeiras para a Muellerina flexialabastra é dado por Downey.

## Taxonomia
A espécie foi descrita pela primeira vez por Paul Downey e Carol Wilson em 2004 como Muellerina flexialabastra. Não há sinónimos.